# Интегрированные коммуникации
Интегрированные маркетинговые коммуникации (ИМК) — (англ. integrated marketing communications - IMC) — маркетинговая стратегия компании, для реализации которой задействованы структуры, включая СМИ, благодаря которым компания контактирует со своей аудиторией.
Понятие ИМК используется в сфере маркетинга объединяет в себе все инструменты маркетинговых коммуникаций — от рекламы до упаковки, предназначенные для формирования обращений, направляемых целевой аудитории и служащих для продвижения продукции фирмы к потребителю. "Интегрированные маркетинговые коммуникации, с одной стороны, объединяют в себе все типы рыночных (маркетинговых) коммуникаций: рекламу, связи с общественностью, директ-маркетинг, сейлз промоушн, бренд-коммуникации и др. Кроме того, интегрируются и сами средства коммуникаций, что позволяет направлять целевым аудиториям согласованные, убедительные маркетинговые обращения, содействующие достижению целей компании. Понятие ИМК объединяет в себе также и все используемые инструменты маркетинговых коммуникаций -- инструменты создания корпоративного имиджа, формирования образа политика, системы обращений и составления слоганов, рекламы и упаковки и многое другое".

## Обзор
Интегрированные маркетинговые коммуникации — это простая концепция, которая гарантирует, что все формы коммуникации и сообщения были тщательно связаны друг с другом. На самом базовом уровне ИМК подразумевает интеграцию всех рекламных инструментов, работающих вместе.
Все средства коммуникации работают лучше, если они работают вместе, а не изолированно. Это усиливается, когда интеграция выходит за рамки основных коммуникационных инструментов. Существуют и другие уровни интеграции, такие как: горизонтальная, вертикальная, внутренняя, внешняя и интеграция данных.

## Интегрированное использование инструментов маркетинговых коммуникаций
"Существуют различные варианты интеграции инструментов маркетинговых коммуникаций:
1. Создаются комплексные рекламные агентства, в состав которых входят менеджеры по работе с клиентами, исследовательские работники, специалисты по планированию рекламы, творческий персонал, разработчики плана использования средств рекламы, менеджеры по закупке эфирного времени и места в печатных изданиях, менеджеры службы прохождения заказов.
2. Отделы сбыта планируют и реализуют специальные программы продаж, ориентированные как на различных потребителей, так и на торговые организации. То есть интегрируются механизмы воздействия на розничных и оптовых покупателей.
3. Интегрируются усилия собственных отделов (служб) связей с общественностью и услуги специализированных сторонних организаций. Внешние и собственные специалисты по связям с общественностью консультируют топ-менеджеров, предоставляют заинтересованным службам информацию о состоянии дел в компании и готовят совместный отчет по проделанной работе.
4. Способы осуществления директ-маркетинга позволяют интегрировать различные методы доставки клиентам маркетинговых обращений и выполнения полученных заказов, что позволяет прямому маркетингу занять достойное место в маркетинговой коммуникационной сети, адаптированной к интегрированной организационной стратегии, Система личных продаж, осуществляемых отделами сбыта, должна согласовываться с концепцией, вырабатываемой отделами маркетинга.
5. Проводимые маркетинговые мероприятия должны вписываться в общую концепцию, разрабатываемую службами связей с общественностью, отделами маркетинга, сбыта, с привлечением независимых специалистов и консалтинговых фирм.
6. Специалисты, занимающиеся решением проблем образного представления товара, торговой марки и самой компании (специалисты по упаковке, дизайну, имиджмейкеры и др.), должны вести свою работу под общим концептуальным началом, интегрирующим различные стили и подходы в решении общей задачи.

Все это позволяет сконцентрировать усилия по реализации интегрированного подхода, требующих партнерских отношений между различными группами участников маркетингового процесса, между подразделениями фирмы, а также с внешними организациями".

## Определения
Можно выделить следующие элементы определения IMC /Journal of Integrated Communications, 1997-2002/:
- имеет стратегический характер;
- осуществляет управление всеми аспектами коммуникации, синтез и интеграцию коммуникативных сред;
- сфокусирован на потребителе;
- осуществляет взаимодействие со всеми группами, важными для организации;
- направлен на улучшение и поддержание бренда, репутации;
- направлен на увеличение прибыли и добавленной стоимости;
- направлен на улучшение лояльности потребителей;
- направлен на достижение конкурентного преимущества, позиционирования компании, оформление миссии компании;
- ведет к интеграции и согласованию миссии и стратегии компании;
- направлен на удовлетворение потребителей, создание и поддержание отношений, обеспечивает отсутствие изолированности отделов коммуникации;
- основан на учете данных;
- участвует в ключевых бизнес процессах.